# Доместикація техніки
Дома́шня комп'ютериза́ція (англ. Home computerisation) — 
1. Елемент державної політики інформатизації, який забезпечує задоволення потреб населення в інформації і знаннях безпосередньо вдома, переважно через інтернет.
2. Процес оснащення оселі комп'ютерними пристроями.

Доместикація нової техніки (англ. Domestication of the new technology, від лат. domesticus — «домашній» («одомашнення», приручення диких тварин)) — Інтеграція ІТ в повсякденне життя.